# Herminia stramentacealis
Herminia stramentacealis là một loài bướm đêm trong họ Noctuidae.